# Chlorogomphus vietnamensis
Chlorogomphus vietnamensis is een echte libel (Anisoptera) uit de familie van de Chlorogomphidae.
De wetenschappelijke naam van de soort werd in 1969 gepubliceerd door Yasuhiko Asahina.